# ロベルト・チェン
ロベルト・レアンドロ・チェン・ロドリゲス（Roberto Leandro Chen Rodríguez、1994年5月24日 - ）は、パナマ・コロン諸島出身のプロサッカー選手。パナマ代表。CD FAS所属。ポジションは、ディフェンダー。中国にルーツを持つ。

## 経歴
2010–11シーズン、17歳でプロデビュー。
2013年8月、ラ・リーガのマラガCFに50万ドルで移籍。第17節のバレンシアCFで加入後初出場を果たしたが、PKを与えてしまい0-1で敗れた。10月のセルタ・デ・ビーゴにも出場したが、マラガでの出場記録はこの2試合のみとなった。
2014年1月、ベルギーのSVズルテ・ワレヘムにレンタルで加入。ほとんど出場機会が得られないまま、6月にマラガに復帰。
2015年8月、セグンダ・ディビシオンBのRBリネンセにレンタルで加入。
2016年7月、コロンビアのリオネグロ・アギラスと単年契約を結んだ。

## 代表歴
2011年9月、パラグアイ戦で途中出場し初キャップ。
2013年9月のホンジュラス戦で初ゴール。

### ゴール
| No | Date          | Venue                                              | Opponent     | Score | Result | Competition                   |
| -- | ------------- | -------------------------------------------------- | ------------ | ----- | ------ | ----------------------------- |
| 1. | 2013年9月10日 | エスタディオ・ティブルシオ・カリアス・アンディーノ | ホンジュラス | 2–2   | 2–2    | 2014 FIFAワールドカップ・予選 |